# Underwood (Washington)
Underwood az Amerikai Egyesült Államok északnyugati részén, Washington állam Skamania megyéjében elhelyezkedő önkormányzat nélküli település.
Underwood postahivatala 1900 óta működik. A település névadója az 1865-ben itt letelepedő Amos Underwood.

## Fordítás
- Ez a szócikk részben vagy egészben  az   Underwood, Washington című angol Wikipédia-szócikk ezen változatának fordításán alapul.  Az eredeti cikk szerkesztőit annak laptörténete sorolja fel. Ez a jelzés csupán a megfogalmazás eredetét és a szerzői jogokat jelzi, nem szolgál a cikkben szereplő információk forrásmegjelöléseként.